# كريستوفر لورانس
كريستوفر لورانس (بالإنجليزية: Christopher Lawrence)‏ هو دي جيه أمريكي، ولد في 1965.

## وصلات خارجية
- الموقع الرسمي
- كريستوفر لورانس على موقع ميوزك برينز (الإنجليزية)
- كريستوفر لورانس على موقع ديسكوغز (الإنجليزية)